# Szatański plan Draculi
Szatański plan Draculi (ang. The Satanic Rites of Dracula) – brytyjski horror z 1974 roku. Film jest kontynuacją filmu Dracula A.D. 1972. Został wyprodukowany przez studio Hammer Film Productions. Zdjęcia kręcono w Londynie.

## Fabuła
Akcja toczy się w Londynie lat siedemdziesiątych XX wieku. Hrabia Drakula, stojący na czele wielkiej korporacji, planuje stworzyć potężnego wirusa, który zniszczy ludzkość. Przeszkodzić mu usiłuje inspektor Murray z British Secret Service oraz profesor Van Helsing.

## Obsada
- Peter Cushing – Van Helsing
- Christopher Lee – Dracula
- Joanna Lumley – Jessica Van Helsing
- Richard Vernon – Mathews
- Lockwood West – Freeborne
- Patrick Barr – lord Carradine
- Valerie Van Ost – Jane
- Pauline Peart – wampirzyca
- John Harvey – portier
- Marc Zuber – ochroniarz